# Puchar Polski kobiet w piłce nożnej 2004/05, grupa mazowiecka
Puchar Polski kobiet w piłce nożnej w sezonie 2004/05, grupa: mazowiecka
I runda - 28 - 31 sierpnia 2004
UKS Piaseczno - Zamłynie Radom 0:3
Żak Kielce - Sparta Kielce 8:2
SEMP Ursynów - KS Wólka Radzymińska 0:4
Półfinały - 15 września 2004
Klub KS Wólka Radzymińska miał wolny los.
Żak Kielce - Zamłynie Radom 0:4, po dogrywce (0-0, 0-0)
Finał - 11 listopada 2004 Karczewo
KS Wólka Radzymińska - Zamłynie Radom 0:13